# Provinciale weg 630
De provinciale weg 630 (N630) is een voormalige provinciale weg die afgewaardeerd is tot gemeentelijke weg in de provincie Noord-Brabant. De weg vormt een verbinding tussen de A58 ten zuiden van Tilburg en de Nederlands-Belgische grens nabij Poppel. Op Belgisch grondgebied verloopt de weg verder als N12 richting Turnhout.
De weg is uitgevoerd als tweestrooks-gebiedsontsluitingsweg met een maximumsnelheid van 80 km/h. In de gemeente Tilburg heet de weg Blaakweg en Turnhoutsebaan. In de gemeente Goirle draagt de weg eveneens de straatnaam Turnhoutsebaan.

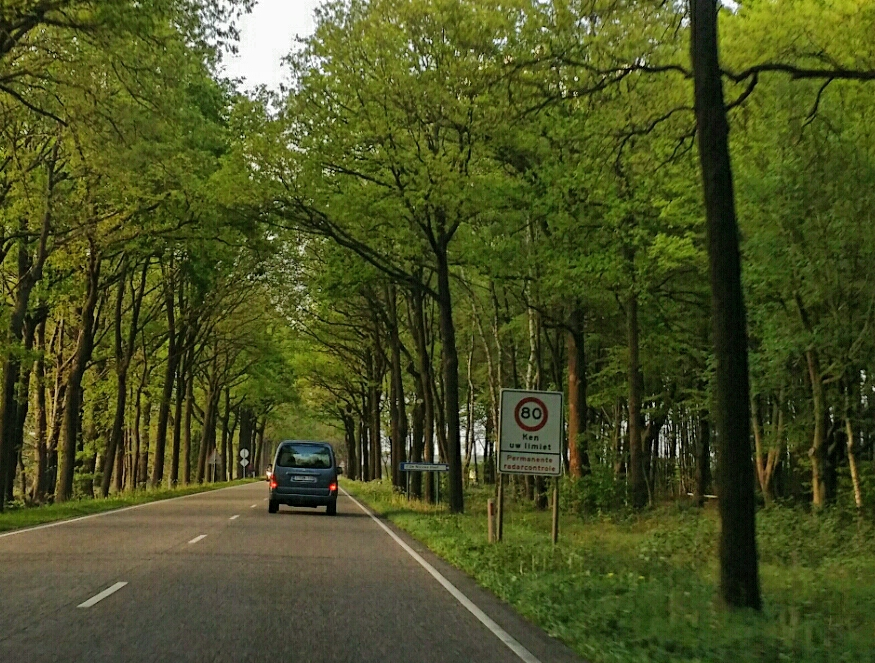
De N630. Vanaf 2009 is het een gemeentelijke weg die onderhouden wordt door de gemeenten Goirle en Tilburg. Foto: Bij Goirle-grens.

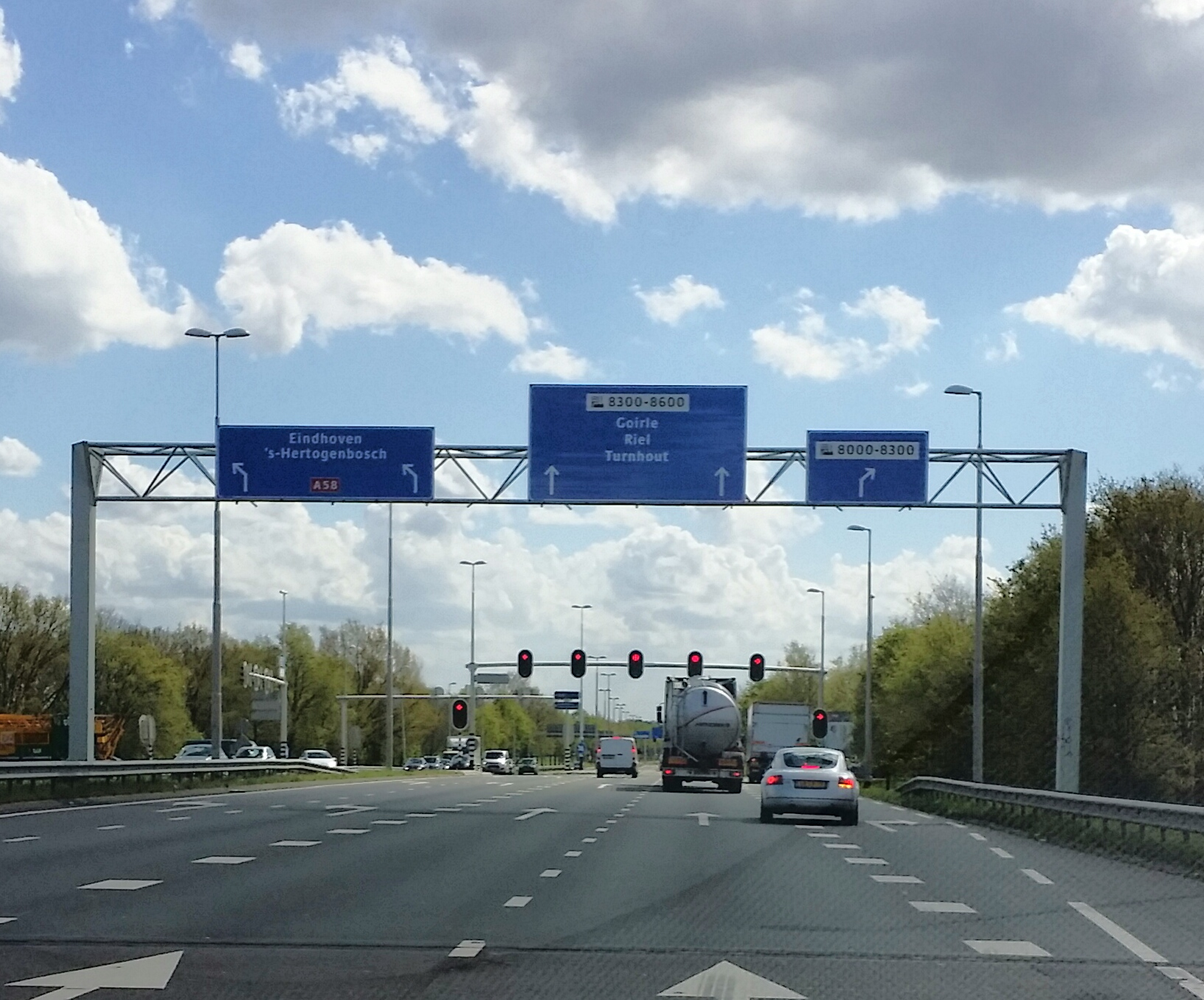
Foto: Bij kruising A58 in Tilburg

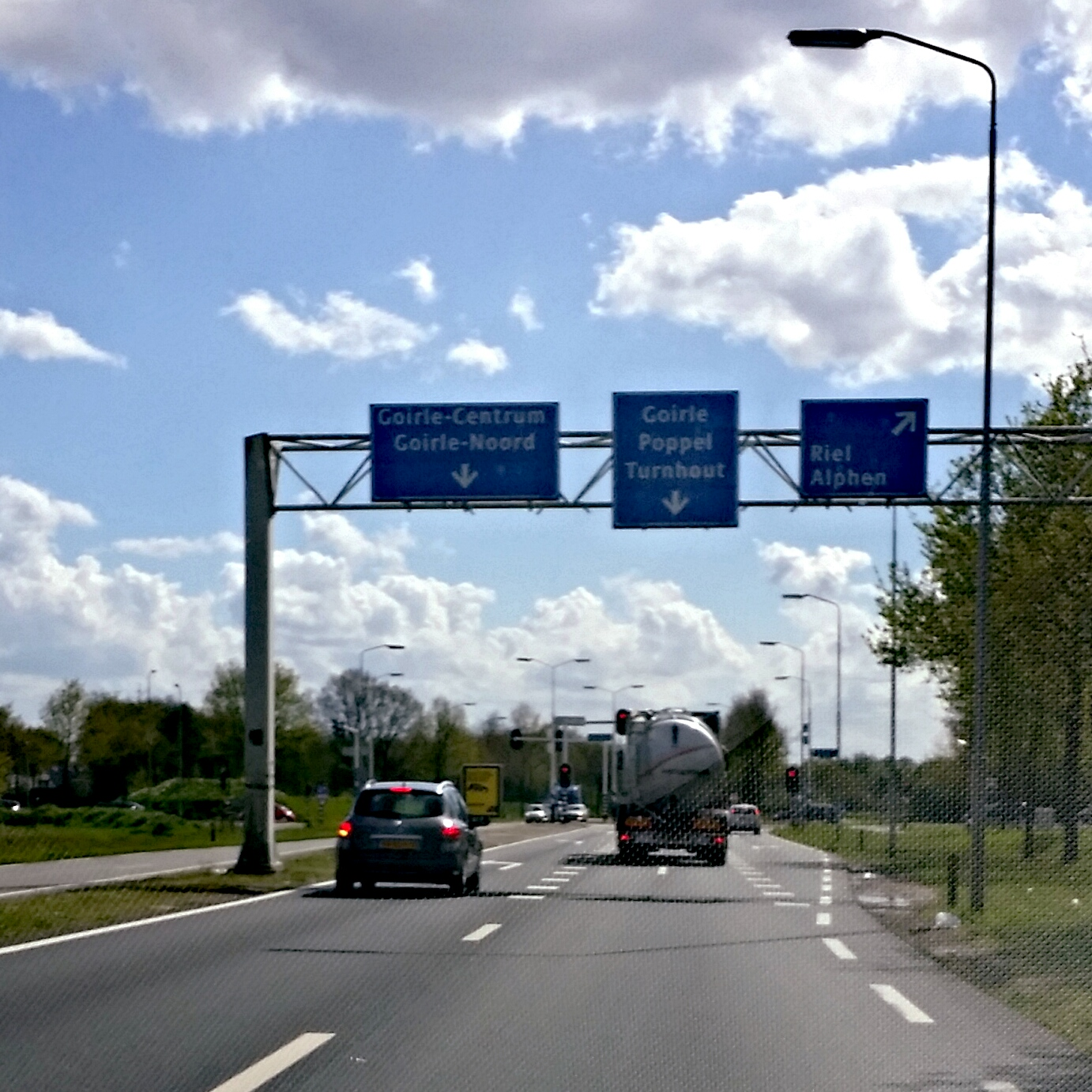
Foto: De N630 in Goirle, richting Poppel

## Geschiedenis
Oorspronkelijk was de huidige N630 een rijksweg. Vanaf het Rijkswegenplan 1932 was de weg onderdeel van rijksweg 65, welke van Vught via Tilburg naar de Belgische grens ten zuiden van Goirle verliep. De weg bleef in de volgende rijkswegenplannen tot en met het plan van 1968 behouden als planweg, en als onderdeel van rijksweg 65.
Het eerste plan waarin de weg niet meer als onderdeel van het hoofdwegennet was opgenomen, was het zogenaamde Structuurschema Verkeer en Vervoer (SVV) uit 1979. Hierna werd de weg in het laatste rijkswegenplan van 1984 eveneens afgevoerd als planweg. Tot 1992 zou Rijkswaterstaat de weg blijven beheren, in de laatste jaren was de weg administratief genummerd als rijksweg 776.
Daar de weg geen functie had voor bovenregionaal verkeer, werd deze in het kader van de Wet herverdeling wegenbeheer per 1 januari 1993 overgedragen aan de provincie Noord-Brabant. In 2009 is de weg door de provincie overgedragen aan de gemeente Goirle.

## Wegnummer
De weg tussen Tilburg en de Belgische grens heeft door de jaren heen verschillende wegnummers gehad. Van 1981, toen de driecijferige N-nummers voor bewegwijzering werden ingevoerd, tot en met 1992 was de weg onderdeel van de N261, welke ten noorden van Tilburg als autosnelweg richting Waalwijk verliep. Nadat de weg werd overgedragen aan de provincie Noord-Brabant nummerde deze de weg aanvankelijk als N283.
In 2003 voerde de provincie wederom een grote hernummeringsoperatie uit. De weg tussen Tilburg en de Belgische grens verloor daarbij het nummer N283, welke opnieuw werd vergeven aan de huidige N283 tussen Hank en Wijk en Aalburg. Zelf kreeg de weg het nummer N630 toegewezen, eveneens een hergebruikt wegnummer dat tot 2003 werd gebruikt voor de weg tussen Hulten en Tilburg. Het grootste deel van deze weg is overgedragen aan de gemeente Tilburg, een klein gedeelte is sinds 2003 onderdeel van de N282.
N62 · N69 · N251 · N252 · N253 · N254 · N255 · N256/A256 · N257 · N258 · N260 · N261 · N262 · N263 · N264 · N266 · N267 · N268 · N269 · N270/A270 · N271 · N272 · N273 · N274 · N275 · N276 · N277 · N278 · N279 · N280 · N281 · N282 · N283 · N284 · N285 · N286 · N287 · N288 · N289 · N290 · N291 · N292 · N293 · N294 · N295 · N296 · N296n · N297 · N298 · N300 · N321 · N322 · N324 · N329 · N389 · N394 · N395 · N396 · N397

N556 · N562 · N564 · N570 · N572 · N590 · N595 · N598 · N601 · N602 · N605 · N607 · N612 · N613 · N615 · N616 · N617 · N618 · N620 · N622 · N625 · N629 · N631 · N632 · N637 · N638 · N639 · N640 · N641 · N651 · N652 · N653 · N654 · N655 · N656 · N658 · N659 · N660 · N661 · N662 · N663 · N664 · N665 · N666 · N667 · N668 · N669 · N670 · N671 · N673 · N674 · N675 · N676 · N682 · N683 · N686 · N689 · N690 · N831 · N843

Voormalige provinciale wegen: N299 · N551 · N552 · N553 · N554 · N555 · N560 · N561 · N563 · N565 · N566 · N567 · N568 · N571 · N574 · N580 · N581 · N582 · N583 · N584 · N585 · N586 · N587 · N588 · N589 · N591 · N592 · N593 · N594 · N596 · N597 · N603 · N604 · N606 · N608 · N610 · N611 · N614 · N619 · N621 · N623 · N624 · N626 · N628 · N630 · N634 · N642 · N657